# Nati nel 1956/Gennaio
| Questa pagina contiene informazioni ricavate automaticamente dalle voci biografiche con l'ausilio del template Bio e di un bot. L'aggiornamento è periodico e automatico e ricostruisce completamente la pagina. Se manca una persona in questa lista, sei pregato di non aggiungerla, ma accertati piuttosto che la sua voce biografica contenga il template Bio e che i dati anagrafici siano correttamente compilati. Se il template Bio manca, inseriscilo tu stesso o, in alternativa, metti l'avviso {{tmp\|Bio}} che ne segnala la mancanza. Se i dati riportati sono sbagliati, correggi direttamente la voce biografica; le modifiche saranno visibili in questa lista entro pochi giorni. Per chiarimenti vedi il progetto biografie. La lista contiene solo le 282 persone che sono citate nell'enciclopedia e per le quali è stato implementato correttamente il template Bio. Pagina aggiornata al 18 ago 2025. |

- 1º gennaio - Sergej Vasil'evič Avdeev, cosmonauta russo
- 1º gennaio - Desiree Cousteau, ex attrice pornografica statunitense
- 1º gennaio - Marin Dragnea, allenatore di calcio e ex calciatore rumeno
- 1º gennaio - Ayatullah Durrani, politico pakistano († 2020)
- 1º gennaio - Mona Fandey, criminale malese († 2001)
- 1º gennaio - George Gallo, sceneggiatore, pittore e regista statunitense
- 1º gennaio - Andy Gill, chitarrista e produttore discografico britannico († 2020)
- 1º gennaio - Giovanni, arcivescovo ortodosso albanese
- 1º gennaio - Abdalla Hamdok, economista, politico e funzionario sudanese
- 1º gennaio - Dmytro Hryhorak, vescovo cattolico ucraino
- 1º gennaio - Mark Reynolds Hughes, dirigente d'azienda statunitense († 2000)
- 1º gennaio - Christine Lagarde, politica, avvocata e banchiera francese
- 1º gennaio - Andrew Lesnie, direttore della fotografia australiano († 2015)
- 1º gennaio - Margherita Spagnuolo Lobb, psicologa e psicoterapeuta italiana
- 1º gennaio - Mustapha Madih, allenatore di calcio marocchino († 2018)
- 1º gennaio - Ulrich Marten, ex tennista tedesco
- 1º gennaio - Sheila McCarthy, attrice canadese
- 1º gennaio - Mike Mitchell, cestista statunitense († 2011)
- 1º gennaio - Eva Orlowsky, ex attrice pornografica italiana
- 1º gennaio - Ziad Rahbani, compositore e pianista libanese († 2025)
- 1º gennaio - Tony Robertson, ex cestista statunitense
- 1º gennaio - Vincenzo Sinagra, mafioso e collaboratore di giustizia italiano
- 1º gennaio - José Luis Sosa, calciatore uruguaiano († 2021)
- 1º gennaio - Angelo Teodoli, dirigente d'azienda italiano
- 1º gennaio - Kōji Yakusho, attore giapponese
- 1º gennaio - Richard Zimler, scrittore e poeta statunitense
- 2 gennaio - Bruno Antoniazzi, ex calciatore italiano
- 2 gennaio - Lynda Barry, fumettista statunitense
- 2 gennaio - Eduardo Fournier, ex calciatore cileno
- 2 gennaio - Isidro Juárez, ex ciclista su strada spagnolo
- 2 gennaio - John Bedford Lloyd, attore statunitense
- 2 gennaio - Adolfo Medrick, cestista panamense († 2018)
- 2 gennaio - Sergio Claudio Perroni, scrittore, curatore editoriale e drammaturgo italiano († 2019)
- 2 gennaio - Antonio Sala, allenatore di calcio italiano
- 2 gennaio - Ovidio Vezzoli, vescovo cattolico italiano
- 3 gennaio - Marco Buscarini, rugbista a 15 italiano († 2010)
- 3 gennaio - Guido De Martini, politico italiano
- 3 gennaio - Gioele Dix, attore, comico e cabarettista italiano
- 3 gennaio - Maria Gloria Giani, imprenditrice italiana
- 3 gennaio - Mel Gibson, attore, produttore cinematografico e produttore televisivo statunitense
- 3 gennaio - Todorka Jordanova, ex cestista bulgara
- 3 gennaio - Gino Lori, ex ciclista su strada italiano
- 3 gennaio - Wally Nightingale, chitarrista inglese († 1996)
- 3 gennaio - Guy Ryder, diplomatico e sindacalista britannico
- 3 gennaio - Claudio Savini, ex ciclista su strada italiano
- 3 gennaio - Tomiko Suzuki, doppiatrice giapponese († 2003)
- 4 gennaio - José Luis Beltrán, cestista argentino († 2025)
- 4 gennaio - Corina Casanova, politica svizzera
- 4 gennaio - Nels Cline, musicista statunitense
- 4 gennaio - Pierpaolo Cristofori, ex pentatleta italiano
- 4 gennaio - Hideki Hamaguchi, ex cestista giapponese
- 4 gennaio - Vladimir Klement'ev, ex calciatore russo
- 4 gennaio - Mark Leyner, scrittore e sceneggiatore statunitense
- 4 gennaio - Ann Magnuson, cantante, disc jockey e attrice statunitense
- 4 gennaio - Olivier Smolders, regista, produttore cinematografico e sceneggiatore belga
- 4 gennaio - Bernard Sumner, chitarrista, tastierista e cantante britannico
- 4 gennaio - Anne Underwood, ex cestista inglese
- 5 gennaio - José María Bengoetxea, ex calciatore spagnolo
- 5 gennaio - Leslie Dunner, compositore, direttore d'orchestra e clarinettista statunitense
- 5 gennaio - Vladimir Fëdorov, calciatore sovietico († 1979)
- 5 gennaio - Tadija Kačar, ex pugile jugoslavo
- 5 gennaio - Peter Leitner, ex saltatore con gli sci tedesco occidentale
- 5 gennaio - Carlo Alberto Pari, artista marziale italiano
- 5 gennaio - Guillermo Ragazzone, ex calciatore salvadoregno
- 5 gennaio - Wolfgang Sobotka, politico austriaco
- 5 gennaio - Frank-Walter Steinmeier, politico tedesco
- 6 gennaio - Annette Berndt, ex cestista tedesca
- 6 gennaio - Gigi Cavalli Cocchi, batterista e disegnatore italiano
- 6 gennaio - Tschen La Ling, ex calciatore olandese
- 6 gennaio - Antonio Rondon, allenatore di calcio e ex calciatore italiano
- 6 gennaio - Jantörö Satıbaldiev, politico kirghiso
- 6 gennaio - Elizabeth Strout, scrittrice statunitense
- 6 gennaio - Dave Swindlehurst, allenatore di calcio e ex calciatore inglese
- 6 gennaio - Justin Welby, arcivescovo anglicano e teologo inglese
- 6 gennaio - Clive Woodward, ex rugbista a 15, allenatore di rugby a 15 e dirigente sportivo britannico
- 7 gennaio - Mohammed Al-Kharashy, allenatore di calcio saudita
- 7 gennaio - Rosalyn Bryant, ex velocista statunitense
- 7 gennaio - David Caruso, attore statunitense
- 7 gennaio - Claudio Culasso, karateka e militare italiano
- 7 gennaio - Terry Miller, ex giocatore di football americano statunitense
- 7 gennaio - Miroslav Nikolić, allenatore di pallacanestro e dirigente sportivo serbo
- 7 gennaio - Uwe Ochsenknecht, attore e cantante tedesco
- 7 gennaio - Kōstas Petropoulos, ex cestista e allenatore di pallacanestro greco
- 7 gennaio - Ignacio Walker, politico cileno
- 7 gennaio - Steve Williams, batterista statunitense
- 8 gennaio - Francesco Arena, ex arbitro di calcio italiano
- 8 gennaio - Floriana Casellato, politica italiana
- 8 gennaio - Rudy Chiappini, critico d'arte e storico dell'arte italiano
- 8 gennaio - Michele Di Francesco, filosofo italiano
- 8 gennaio - Stefan Eck, politico tedesco
- 8 gennaio - Milorad Krivokapić, ex pallanuotista jugoslavo
- 9 gennaio - Julio César Antúnez, allenatore di calcio e ex calciatore uruguaiano
- 9 gennaio - Alberto Cavasin, allenatore di calcio e ex calciatore italiano
- 9 gennaio - Tommy Hansson, ex calciatore svedese
- 9 gennaio - Lucyna Langer, ex ostacolista polacca
- 9 gennaio - Ken MacAfee, ex giocatore di football americano statunitense
- 9 gennaio - Waltraud Meier, soprano e mezzosoprano tedesco
- 9 gennaio - Gabriele Messina, ex calciatore e dirigente sportivo italiano
- 9 gennaio - Juan Peralta, ex giocatore di calcio a 5 paraguaiano
- 9 gennaio - Stephen E. Rivkin, montatore statunitense
- 9 gennaio - Gary Spani, ex giocatore di football americano statunitense
- 9 gennaio - Imelda Staunton, attrice britannica
- 9 gennaio - Carmela Vincenti, attrice, personaggio televisivo e doppiatrice italiana
- 9 gennaio - Chris Ward, ex giocatore di football americano statunitense
- 10 gennaio - Shawn Colvin, cantautrice e chitarrista statunitense
- 10 gennaio - Egidio Digilio, politico italiano
- 10 gennaio - Gianni Guido, criminale italiano
- 10 gennaio - Don Letts, regista e disc jockey britannico
- 10 gennaio - Bernd Motte, allenatore di pallacanestro tedesco
- 10 gennaio - Antonio Muñoz Molina, scrittore e saggista spagnolo
- 10 gennaio - Siegfried Müller Jr., ex pilota automobilistico tedesco
- 10 gennaio - Ernesto Peroncini, ex calciatore e allenatore di calcio italiano
- 10 gennaio - Tatsuo Yamada, attore giapponese († 2009)
- 11 gennaio - Wayne Cegielski, ex calciatore gallese
- 11 gennaio - Robert Earl Keen, cantautore statunitense
- 11 gennaio - Ad Konings, ittiologo, biologo e fotografo olandese
- 11 gennaio - Phyllis Logan, attrice scozzese
- 11 gennaio - Aldo Mattia, politico italiano
- 11 gennaio - Santino Mondello, ex calciatore italiano
- 11 gennaio - Antonio Palagiano, politico italiano
- 11 gennaio - Domenico Perani, ex ciclista su strada e pistard italiano
- 11 gennaio - Alberto Vitoria, calciatore spagnolo († 2010)
- 12 gennaio - Arjun Bahadur Thapa, diplomatico nepalese
- 12 gennaio - Marie Colvin, giornalista statunitense († 2012)
- 12 gennaio - Ute Freudenberg, cantante tedesca
- 12 gennaio - Vincent Lavenu, dirigente sportivo e ex ciclista su strada francese
- 12 gennaio - Nikolaj Noskov, cantante russo
- 12 gennaio - Ana Rosa Quintana, giornalista e conduttrice televisiva spagnola
- 13 gennaio - Juan José Estella Salas, ex calciatore spagnolo
- 13 gennaio - Jean-Claude Guibal, politico francese († 2021)
- 13 gennaio - Janet Hubert-Whitten, attrice statunitense
- 13 gennaio - Dwight H. Little, regista statunitense
- 13 gennaio - Donna Morrissey, scrittrice e sceneggiatrice canadese
- 13 gennaio - Conor O'Farrell, attore statunitense
- 13 gennaio - Taye Atske Selassie, politico e diplomatico etiope
- 13 gennaio - Greg Trooper, cantautore statunitense († 2017)
- 13 gennaio - Richard Wenk, sceneggiatore e regista statunitense
- 14 gennaio - Marisa Abbondanzieri, politica italiana
- 14 gennaio - Ronan Bennett, scrittore e sceneggiatore britannico
- 14 gennaio - Étienne Daho, cantautore francese
- 14 gennaio - Adriano Darioli, ex biatleta italiano
- 14 gennaio - Larry Gibson, ex cestista statunitense
- 14 gennaio - Ben Heppner, tenore canadese
- 14 gennaio - Victor Lyngdoh, arcivescovo cattolico indiano
- 14 gennaio - Ed Murphy, ex cestista statunitense
- 15 gennaio - Nazzareno Canuti, ex calciatore italiano
- 15 gennaio - Tiziano Crotti, tecnico del suono italiano
- 15 gennaio - Marc Trestman, allenatore di football americano statunitense
- 15 gennaio - Rodolfo Valenti, ex cestista italiano
- 15 gennaio - Yellowman, cantante e disc jockey giamaicano
- 15 gennaio - Vera Zozulja, ex slittinista sovietica
- 15 gennaio - João Carlos da Silva Costa, allenatore di calcio brasiliano
- 16 gennaio - Gianclaudio Bressa, politico italiano
- 16 gennaio - Antonio Commisso, mafioso italiano
- 16 gennaio - Jennifer Dale, attrice canadese
- 16 gennaio - Serge Demierre, ex ciclista su strada, pistard e dirigente sportivo svizzero
- 16 gennaio - Saâdeddine El Othmani, politico marocchino
- 16 gennaio - Gerald Henderson, ex cestista statunitense
- 16 gennaio - Martin Jol, ex calciatore e allenatore di calcio olandese
- 16 gennaio - Rosa Monsalve, ex cestista spagnola
- 16 gennaio - Guido Ruffa, attore italiano
- 16 gennaio - Cüneyt Tanman, ex calciatore turco
- 16 gennaio - Anders Hove, attore groenlandese
- 17 gennaio - Vittore Baroni, artista, critico musicale e musicista italiano
- 17 gennaio - Hubertus Czernin, giornalista austriaco († 2006)
- 17 gennaio - Damian Green, politico britannico
- 17 gennaio - Mitch Vogel, attore statunitense
- 17 gennaio - James Lee, ex cestista statunitense
- 17 gennaio - Daniela Malusardi, danzatrice e coreografa italiana
- 17 gennaio - Faouzi Mansouri, calciatore algerino († 2022)
- 17 gennaio - Walter Verini, politico italiano
- 17 gennaio - Paul Young, cantante britannico
- 18 gennaio - Luca Boschi, fumettista, giornalista e blogger italiano († 2022)
- 18 gennaio - Mark Collie, cantante, chitarrista e attore statunitense
- 18 gennaio - Elli Medeiros, cantante e attrice uruguaiana
- 18 gennaio - Sharon Mitchell, ex attrice pornografica statunitense
- 18 gennaio - Dario Pegoretti, artigiano italiano († 2018)
- 18 gennaio - Christoph Prégardien, tenore tedesco
- 18 gennaio - Jack Sherman, chitarrista statunitense († 2020)
- 19 gennaio - Sergio Cresto, copilota di rally statunitense († 1986)
- 19 gennaio - Mario Dalla Tor, politico italiano
- 19 gennaio - Heike Schroetter, attrice, doppiatrice e scrittrice tedesca
- 20 gennaio - Franca Bassi, politica italiana
- 20 gennaio - Stefano Boco, politico italiano
- 20 gennaio - Bill Maher, comico, conduttore televisivo e autore televisivo statunitense
- 20 gennaio - John Naber, ex nuotatore statunitense
- 20 gennaio - Franco Ogliari, ex calciatore italiano
- 20 gennaio - Rodolfo Rodríguez, ex calciatore uruguaiano
- 20 gennaio - Franz Tost, dirigente sportivo e ex pilota automobilistico austriaco
- 21 gennaio - Robby Benson, attore e regista statunitense
- 21 gennaio - Luigina Bissoli, ex ciclista su strada e pistard italiana
- 21 gennaio - Geena Davis, attrice, attivista e ex modella statunitense
- 21 gennaio - Forrest Gander, poeta, saggista e traduttore statunitense
- 21 gennaio - Nicoletta Salvatori, giornalista e saggista italiana
- 21 gennaio - Jeb Stuart, regista, sceneggiatore e produttore cinematografico statunitense
- 21 gennaio - Michael Vicéns, ex cestista portoricano
- 22 gennaio - Yves Angelo, direttore della fotografia, regista e sceneggiatore francese
- 22 gennaio - Dido Castelli, sceneggiatore e regista italiano
- 22 gennaio - Michael Kopsa, attore e doppiatore canadese († 2022)
- 22 gennaio - Ellen J. Kullman, dirigente d'azienda e ingegnere statunitense
- 22 gennaio - Stefano Nosei, cabarettista e musicista italiano
- 22 gennaio - Alberto Petrucciani, bibliotecario italiano († 2023)
- 22 gennaio - Steve Riley, batterista statunitense († 2023)
- 23 gennaio - Ralph Carney, musicista e compositore statunitense († 2017)
- 23 gennaio - Fernando Clavijo, allenatore di calcio, calciatore e giocatore di calcio a 5 uruguaiano († 2019)
- 23 gennaio - Néstor Cora, ex cestista statunitense
- 23 gennaio - Sante D'Orazio, fotografo statunitense
- 23 gennaio - Giordano Ferrari, ex altista italiano
- 23 gennaio - Patrick Kerr, attore statunitense
- 23 gennaio - Stefano Macina, politico sammarinese
- 23 gennaio - Tiziano Ricci, musicista, bassista e violoncellista italiano
- 23 gennaio - Laza Ristovski, tastierista serbo († 2007)
- 23 gennaio - Massimo Scattolin, chitarrista italiano
- 23 gennaio - Kazumi Tsubota, ex calciatore giapponese
- 24 gennaio - Thierry Arbogast, direttore della fotografia francese
- 24 gennaio - Hanne Krogh, cantante norvegese
- 24 gennaio - Alberto Lucherini, ex maratoneta italiano
- 24 gennaio - Lounès Matoub, cantautore, poeta e attivista berbero († 1998)
- 24 gennaio - Felix Owolabi, ex calciatore nigeriano
- 24 gennaio - Ferdinando Pignataro, politico e sindacalista italiano
- 24 gennaio - Viktor Samochin, calciatore sovietico († 2022)
- 24 gennaio - Hans Smits, ex pallanuotista olandese
- 24 gennaio - Stefania Spugnini, attrice italiana
- 24 gennaio - Michel duCille, fotoreporter statunitense († 2014)
- 25 gennaio - Johnny Cecotto, pilota motociclistico e pilota automobilistico venezuelano
- 25 gennaio - Danilo Massi, regista, sceneggiatore e fotografo italiano
- 25 gennaio - Anne O'Brien, calciatrice e allenatrice di calcio irlandese († 2016)
- 25 gennaio - Christina Tchen, politica e avvocato statunitense
- 26 gennaio - Mohammad Ali Amir-Moezzi, islamista iraniano
- 26 gennaio - Laura Curino, attrice, regista e drammaturga italiana
- 26 gennaio - Steve Dobrogosz, pianista e compositore statunitense
- 26 gennaio - Kuang Lubin, ex cestista cinese
- 26 gennaio - Merab Megreladze, calciatore georgiano († 2012)
- 26 gennaio - Brigitte Sy, attrice, regista e sceneggiatrice francese
- 26 gennaio - Guido Tabellini, economista italiano
- 27 gennaio - Susanne Blakeslee, doppiatrice statunitense
- 27 gennaio - Ramón Castro Castro, vescovo cattolico messicano
- 27 gennaio - Vittoria D'Incecco, politica italiana
- 27 gennaio - Harry Davis, ex cestista statunitense
- 27 gennaio - Ermanna Montanari, attrice teatrale e scenografa italiana
- 27 gennaio - Sean O'Keefe, politico statunitense
- 27 gennaio - Lasse Opseth, ex calciatore norvegese
- 27 gennaio - Mimi Rogers, attrice statunitense
- 27 gennaio - Karl Rubin, matematico statunitense
- 28 gennaio - Musá Magomédovič Ahmádov, drammaturgo, poeta e scrittore russo
- 28 gennaio - Gilles Barbedette, scrittore, traduttore e attivista francese († 1992)
- 28 gennaio - Lou Barletta, politico statunitense
- 28 gennaio - R. Nicholas Burns, diplomatico e ambasciatore statunitense
- 28 gennaio - Tim Flannery, paleontologo australiano
- 28 gennaio - Alexandru Fölker, ex pallamanista rumeno
- 28 gennaio - Suehiro Maruo, fumettista, illustratore e pittore giapponese
- 28 gennaio - Keith Parkinson, ex calciatore inglese
- 28 gennaio - Peter Schilling, cantante tedesco
- 28 gennaio - Ezio Sisto, giornalista, disegnatore e fumettista italiano
- 29 gennaio - Mariam binti Abdul Aziz, bruneiana
- 29 gennaio - Sjarhej Baroŭski, allenatore di calcio e ex calciatore sovietico
- 29 gennaio - Pasqualino Borsellino, allenatore di calcio e ex calciatore italiano
- 29 gennaio - May East, cantante, attivista e urbanista brasiliana
- 29 gennaio - Ian Davies, cestista australiano († 2013)
- 29 gennaio - Mori Eskandani, giocatore di poker e produttore televisivo iraniano
- 29 gennaio - Amii Stewart, cantante statunitense
- 29 gennaio - Matei Vișniec, drammaturgo, poeta e giornalista rumeno
- 29 gennaio - Éric Woerth, politico francese
- 30 gennaio - Óscar Arriaza, ex calciatore cileno
- 30 gennaio - Sergio Ballo, costumista italiano
- 30 gennaio - Kelvin Clark, ex giocatore di football americano statunitense
- 30 gennaio - Ann Dowd, attrice statunitense
- 30 gennaio - Kevin Moore, ex calciatore inglese
- 30 gennaio - Hipólito Ramos, ex pugile cubano
- 30 gennaio - Rick Robey, ex cestista statunitense
- 30 gennaio - Anatolij Rybakov, ex nuotatore sovietico
- 30 gennaio - Keiichi Tsuchiya, pilota automobilistico giapponese
- 31 gennaio - Terry Date, produttore discografico statunitense
- 31 gennaio - Vera Glagoleva, attrice e regista russa († 2017)
- 31 gennaio - John Lydon, cantante britannico
- 31 gennaio - Stefan Majewski, allenatore di calcio e ex calciatore polacco
- 31 gennaio - Trevor Manuel, politico sudafricano
- 31 gennaio - Artur Mas, politico spagnolo
- 31 gennaio - Klaus Ploghaus, martellista tedesco († 2022)
- 31 gennaio - Guido van Rossum, informatico olandese
- 31 gennaio - József Szabó, dirigente sportivo, allenatore di calcio e ex calciatore ungherese
- 31 gennaio - Luc Viudès, ex pesista francese